# Periphyllus mamontovae
Periphyllus mamontovae är en insektsart. Periphyllus mamontovae ingår i släktet Periphyllus och familjen långrörsbladlöss. Inga underarter finns listade i Catalogue of Life.